# 佐恩河畔瓦尔特奈姆
佐恩河畔瓦尔特奈姆（法語：Waltenheim-sur-Zorn，发音：[valtənaim.syʁ.zɔʁn] 或 [valtənaim.syʁ.t͡sɔʁn]；德语：Waltenheim an der Zorn）是法国下莱茵省的一个市镇，属于萨韦尔讷区和布克斯维莱尔县（Bouxwiller）。该市镇总面积5.04平方公里，2009年时的人口为739人。

## 人口
佐恩河畔瓦尔特奈姆人口变化图示